# 16.ª etapa de la Vuelta a España 2024
La 16.ª etapa de la Vuelta a España 2024 tuvo lugar el 3 de septiembre de 2024 y consistió en una etapa de montaña con inicio en el municipio de Luanco y final en Lagos de Covadonga sobre un recorrido de 181,5 km. Esta fue ganada por el español Marc Soler del UAE Team Emirates, el australiano Ben O'Connor del Decathlon AG2R La Mondiale Team consiguió mantener el liderato.

## Clasificación de la etapa[2]
| Luanco - Lagos de Covadonga | etapa de montaña | (181,5 km) |

| \| Clasificación de la etapa \| Clasificación de la etapa \| Clasificación de la etapa \| Clasificación de la etapa \| Clasificación de la etapa \| \| Ciclista \| Ciclista \| Equipo \| Tiempo \| \| \| ------------------------- \| ------------------------- \| ------------------------- \| ------------------------- \| ------------------------- \| \| 1.º \| Marc Soler \| UAE Team Emirates \| 4 h 44 min 46 s \| \| \| 2.º \| Filippo Zana \| Team Jayco AlUla \| + 18 s \| \| \| 3.º \| Max Poole \| Team dsm-firmenich PostNL \| + 23 s \| \| \| 4.º \| Jay Vine \| UAE Team Emirates \| + 57 s \| \| \| 5.º \| Ion Izagirre \| Cofidis \| + 1 min 02 s \| \| \| 6.º \| Isaac Del Toro \| UAE Team Emirates \| + 1 min 29 s \| \| \| 7.º \| Marco Frigo \| Israel-Premier Tech \| + 1 min 35 s \| \| \| 8.º \| Matthew Riccitello \| Israel-Premier Tech \| + 1 min 47 s \| \| \| 9.º \| Enric Mas \| Movistar Team \| + 3 min 54 s \| \| \| 10.º \| Richard Carapaz \| EF Education-EasyPost \| + 3 min 54 s \| \| |                    |                           |                 |
| |                    |                           |                 |
| Fuente: ProCyclingStats |                    |                           |                 |
| Clasificación de la etapa |                    |                           |                 |
| Ciclista | Ciclista           | Equipo                    | Tiempo          |
| 1.º | Marc Soler         | UAE Team Emirates         | 4 h 44 min 46 s |
| 2.º | Filippo Zana       | Team Jayco AlUla          | + 18 s          |
| 3.º | Max Poole          | Team dsm-firmenich PostNL | + 23 s          |
| 4.º | Jay Vine           | UAE Team Emirates         | + 57 s          |
| 5.º | Ion Izagirre       | Cofidis                   | + 1 min 02 s    |
| 6.º | Isaac Del Toro     | UAE Team Emirates         | + 1 min 29 s    |
| 7.º | Marco Frigo        | Israel-Premier Tech       | + 1 min 35 s    |
| 8.º | Matthew Riccitello | Israel-Premier Tech       | + 1 min 47 s    |
| 9.º | Enric Mas          | Movistar Team             | + 3 min 54 s    |
| 10.º | Richard Carapaz    | EF Education-EasyPost     | + 3 min 54 s    |

## Clasificaciones al final de la etapa

### Clasificación general[3]
| \| Clasificación general \| Clasificación general \| Clasificación general \| Clasificación general \| Clasificación general \| \| Ciclista \| Ciclista \| Equipo \| Tiempo \| \| \| --------------------- \| --------------------- \| -------------------------- \| --------------------- \| --------------------- \| \| 1.º \| Ben O'Connor \| Decathlon-AG2R La Mondiale \| 65 h 09 min 00 s \| \| \| 2.º \| Primož Roglič \| Red Bull-Bora-Hansgrohe \| + 5 s \| \| \| 3.º \| Enric Mas \| Movistar Team \| + 1 min 25 s \| \| \| 4.º \| Richard Carapaz \| EF Education-EasyPost \| + 1 min 46 s \| \| \| 5.º \| Mikel Landa \| Soudal Quick-Step \| + 2 min 18 s \| \| \| 6.º \| David Gaudu \| Groupama-FDJ \| + 3 min 48 s \| \| \| 7.º \| Carlos Rodríguez \| Ineos Grenadiers \| + 3 min 53 s \| \| \| 8.º \| Mattias Skjelmose \| Lidl-Trek \| + 4 min 00 s \| \| \| 9.º \| Florian Lipowitz \| Red Bull-Bora-Hansgrohe \| + 4 min 27 s \| \| \| 10.º \| Pavel Sivakov \| UAE Team Emirates \| + 5 min 19 s \| \| |                   |                            |                  |
| |                   |                            |                  |
| Fuente: ProCyclingStats |                   |                            |                  |
| Clasificación general |                   |                            |                  |
| Ciclista | Ciclista          | Equipo                     | Tiempo           |
| 1.º | Ben O'Connor      | Decathlon-AG2R La Mondiale | 65 h 09 min 00 s |
| 2.º | Primož Roglič     | Red Bull-Bora-Hansgrohe    | + 5 s            |
| 3.º | Enric Mas         | Movistar Team              | + 1 min 25 s     |
| 4.º | Richard Carapaz   | EF Education-EasyPost      | + 1 min 46 s     |
| 5.º | Mikel Landa       | Soudal Quick-Step          | + 2 min 18 s     |
| 6.º | David Gaudu       | Groupama-FDJ               | + 3 min 48 s     |
| 7.º | Carlos Rodríguez  | Ineos Grenadiers           | + 3 min 53 s     |
| 8.º | Mattias Skjelmose | Lidl-Trek                  | + 4 min 00 s     |
| 9.º | Florian Lipowitz  | Red Bull-Bora-Hansgrohe    | + 4 min 27 s     |
| 10.º | Pavel Sivakov     | UAE Team Emirates          | + 5 min 19 s     |

### Clasificación por puntos[4]
| Clasificación por puntos | Clasificación por puntos | Clasificación por puntos   | Clasificación por puntos | Clasificación por puntos |
| Ciclista                 | Ciclista                 | Equipo                     | Puntos                   |                          |
| ------------------------ | ------------------------ | -------------------------- | ------------------------ | ------------------------ |
| 1.º                      | Kaden Groves             | Alpecin-Deceuninck         | 182 pts                  |                          |
| 2.º                      | Harold Tejada            | Astana Qazaqstan Team      | 95 pts                   |                          |
| 3.º                      | Pablo Castrillo          | Equipo Kern Pharma         | 93 pts                   |                          |
| 4.º                      | Marc Soler               | UAE Team Emirates          | 82 pts                   |                          |
| 5.º                      | Pavel Bittner            | Team dsm-firmenich PostNL  | 81 pts                   |                          |
| 6.º                      | Max Poole                | Team dsm-firmenich PostNL  | 81 pts                   |                          |
| 7.º                      | Primož Roglič            | Red Bull-Bora-Hansgrohe    | 78 pts                   |                          |
| 8.º                      | Stefan Küng              | Groupama-FDJ               | 74 pts                   |                          |
| 9.º                      | Ben O'Connor             | Decathlon-AG2R La Mondiale | 73 pts                   |                          |
| 10.º                     | Marco Frigo              | Israel-Premier Tech        | 72 pts                   |                          |

### Clasificación de la montaña[5]
| Clasificación de la montaña | Clasificación de la montaña | Clasificación de la montaña | Clasificación de la montaña | Clasificación de la montaña |
| Ciclista                    | Ciclista                    | Equipo                      | Puntos                      |                             |
| --------------------------- | --------------------------- | --------------------------- | --------------------------- | --------------------------- |
| 1.º                         | Jay Vine                    | UAE Team Emirates           | 56 pts                      |                             |
| 2.º                         | Marc Soler                  | UAE Team Emirates           | 42 pts                      |                             |
| 3.º                         | Pablo Castrillo             | Equipo Kern Pharma          | 37 pts                      |                             |
| 4.º                         | Filippo Zana                | Team Jayco AlUla            | 27 pts                      |                             |
| 5.º                         | Marco Frigo                 | Israel-Premier Tech         | 26 pts                      |                             |
| 6.º                         | Adam Yates                  | UAE Team Emirates           | 22 pts                      |                             |
| 7.º                         | Aleksandr Vlásov            | Red Bull-Bora-Hansgrohe     | 19 pts                      |                             |
| 8.º                         | Max Poole                   | Team dsm-firmenich PostNL   | 19 pts                      |                             |
| 9.º                         | Primož Roglič               | Red Bull-Bora-Hansgrohe     | 18 pts                      |                             |
| 10.º                        | David Gaudu                 | Groupama-FDJ                | 18 pts                      |                             |

### Clasificación de los jóvenes[6]
| Clasificación del mejor joven | Clasificación del mejor joven | Clasificación del mejor joven | Clasificación del mejor joven | Clasificación del mejor joven |
| Ciclista                      | Ciclista                      | Equipo                        | Tiempo                        |                               |
| ----------------------------- | ----------------------------- | ----------------------------- | ----------------------------- | ----------------------------- |
| 1.º                           | Carlos Rodríguez              | Ineos Grenadiers              | 65 h 12 min 53 s              |                               |
| 2.º                           | Mattias Skjelmose             | Lidl-Trek                     | + 7 s                         |                               |
| 3.º                           | Florian Lipowitz              | Red Bull-Bora-Hansgrohe       | + 34 s                        |                               |
| 4.º                           | Matthew Riccitello            | Israel-Premier Tech           | + 53 min 38 s                 |                               |
| 5.º                           | Max Poole                     | Team dsm-firmenich PostNL     | + 1 h 12 min 18 s             |                               |
| 6.º                           | Giovanni Aleotti              | Red Bull-Bora-Hansgrohe       | + 1 h 22 min 19 s             |                               |
| 7.º                           | William Junior Lecerf         | Soudal Quick-Step             | + 1 h 24 min 02 s             |                               |
| 8.º                           | Isaac Del Toro                | UAE Team Emirates             | + 1 h 26 min 49 s             |                               |
| 9.º                           | Mauri Vansevenant             | Soudal Quick-Step             | + 1 h 31 min 24 s             |                               |
| 10.º                          | Valentin Paret-Peintre        | Decathlon-AG2R La Mondiale    | + 1 h 32 min 04 s             |                               |

### Clasificación por equipos[7]
| Clasificación por equipos | Clasificación por equipos  | Clasificación por equipos | Clasificación por equipos |
| Equipo                    | Equipo                     | Tiempo                    |                           |
| ------------------------- | -------------------------- | ------------------------- | ------------------------- |
| 1.º                       | UAE Team Emirates          | 194 h 58 min 35 s         |                           |
| 2.º                       | Red Bull-Bora-Hansgrohe    | + 43 min 00 s             |                           |
| 3.º                       | Decathlon-AG2R La Mondiale | + 1 h 20 min 18 s         |                           |
| 4.º                       | Team Visma \| Lease a Bike | + 1 h 30 min 39 s         |                           |
| 5.º                       | Soudal Quick-Step          | + 1 h 49 min 16 s         |                           |
| 6.º                       | Groupama-FDJ               | + 1 h 59 min 52 s         |                           |
| 7.º                       | Lidl-Trek                  | + 2 h 08 min 53 s         |                           |
| 8.º                       | Ineos Grenadiers           | + 2 h 20 min 26 s         |                           |
| 9.º                       | Israel-Premier Tech        | + 2 h 30 min 02 s         |                           |
| 10.º                      | Movistar Team              | + 2 h 35 min 35 s         |                           |

## Abandonos
- Tom Paquot (Intermarché-Wanty) no tomó la salida.
- Callum Scotson (Team Jayco AlUla) no tomó la salida.
- Rémy Rochas (Groupama-FDJ) no terminó la etapa.
- Wout van Aert (Team Visma-Lease a Bike) no terminó la etapa.[8]